# Lee Canalito
Lee Canalito (Houston, 24 novembre 1953) è un ex pugile e attore statunitense.

## Biografia
Nato a Houston, Texas, debutta nella boxe professionista a 23 anni il 29 gennaio 1977. Tra il 1977 e il 1981 fu allenato dal leggendario allenatore di pugilato Angelo Dundee, e in seguito da Richie Giachetti. Nel 1985 raggiunse la nona posizione nel ranking mondiale. Si è ritirato dal pugilato imbattuto il 10 settembre 1987 dopo aver messo K.O. Mike Jones alla prima ripresa e ha aperto una palestra di pugilato a Houston.
Come attore, è noto principalmente per aver interpretato Victor Carboni, il fratello wrestler di Cosmo (Sylvester Stallone), in Taverna Paradiso, film sceneggiato e diretto dallo stesso Stallone. Canalito fu scelto proprio da Stallone dopo che questi l'aveva visto boxare in televisione. È apparso anche alla fine della terza stagione di Magnum, P.I..

## Filmografia
- Taverna Paradiso (Paradise Alley), regia di Sylvester Stallone (1978)
- The Glass Jungle, regia di Joseph Merhi (1988)
- Emperor of the Bronx, regia di Joseph Merhi (1990)

## Curiosità
- Il suo soprannome da pugile era "Italian stallion", lo stesso di Rocky Balboa, personaggio reso celebre da Sylvester Stallone che ha fatto recitare Canalito nel film Taverna Paradiso.